# Котонвуд (Калифорнија)
Котонвуд (енгл. Cottonwood) насељено је место без административног статуса у америчкој савезној држави Калифорнија.

## Демографија
По попису из 2010. године број становника је 3.316, што је 356 (12,0%) становника више него 2000. године.
| Група             | 2000.         | 2010.         |
| Белци             | 2.411 (81,5%) | 2.653 (80,0%) |
| Афроамериканци    | 7 (0,2%)      | 4 (0,1%)      |
| Азијати           | 90 (3,0%)     | 108 (3,3%)    |
| Хиспаноамериканци | 278 (9,4%)    | 352 (10,6%)   |
| Укупно            | 2.960         | 3.316         |